# Microsorum punctatum
Microsorum punctatum là một loài thực vật có mạch trong họ Polypodiaceae. Loài này được (L.) Copel. miêu tả khoa học đầu tiên năm 1929.

## Hình ảnh

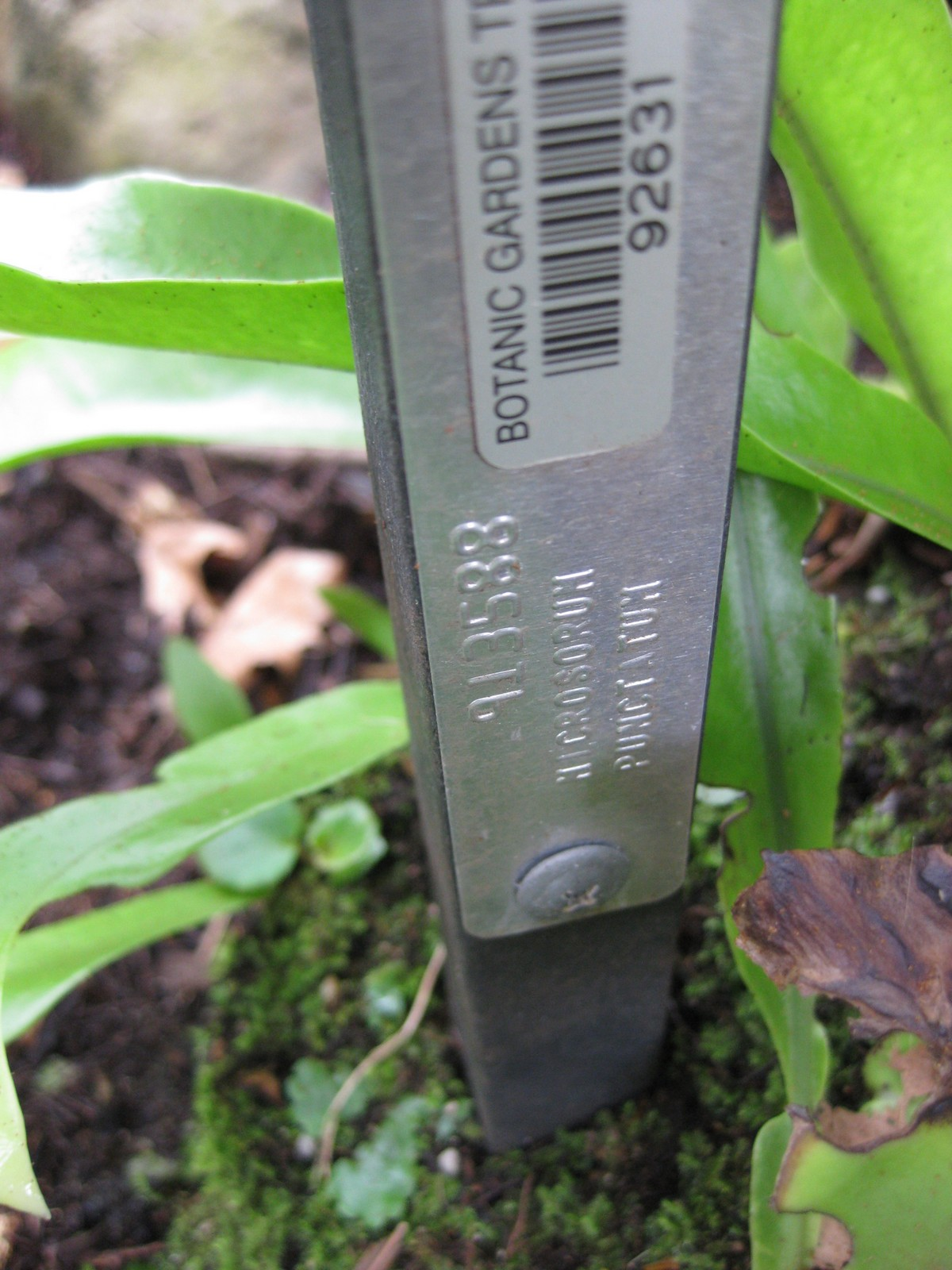
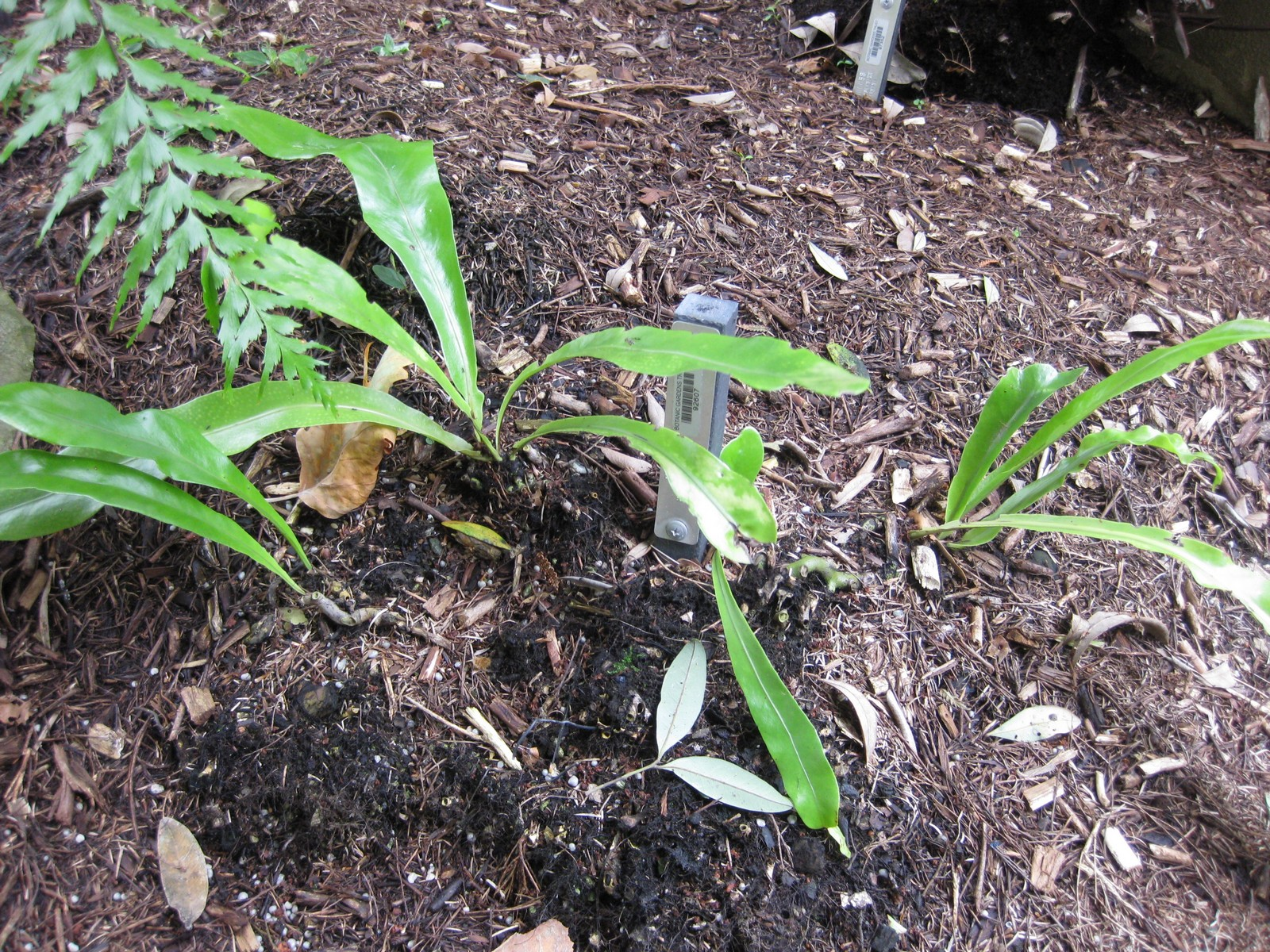
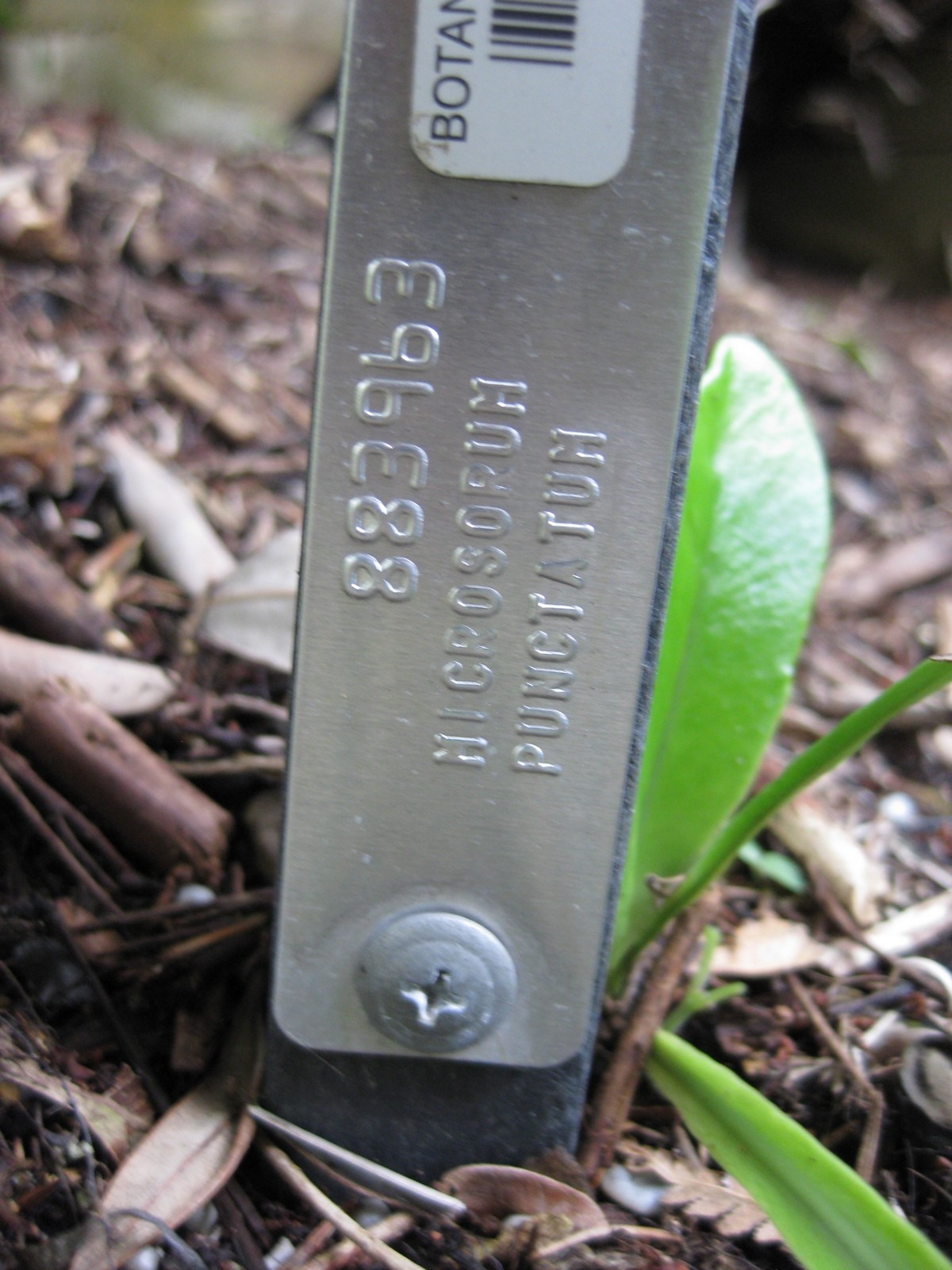
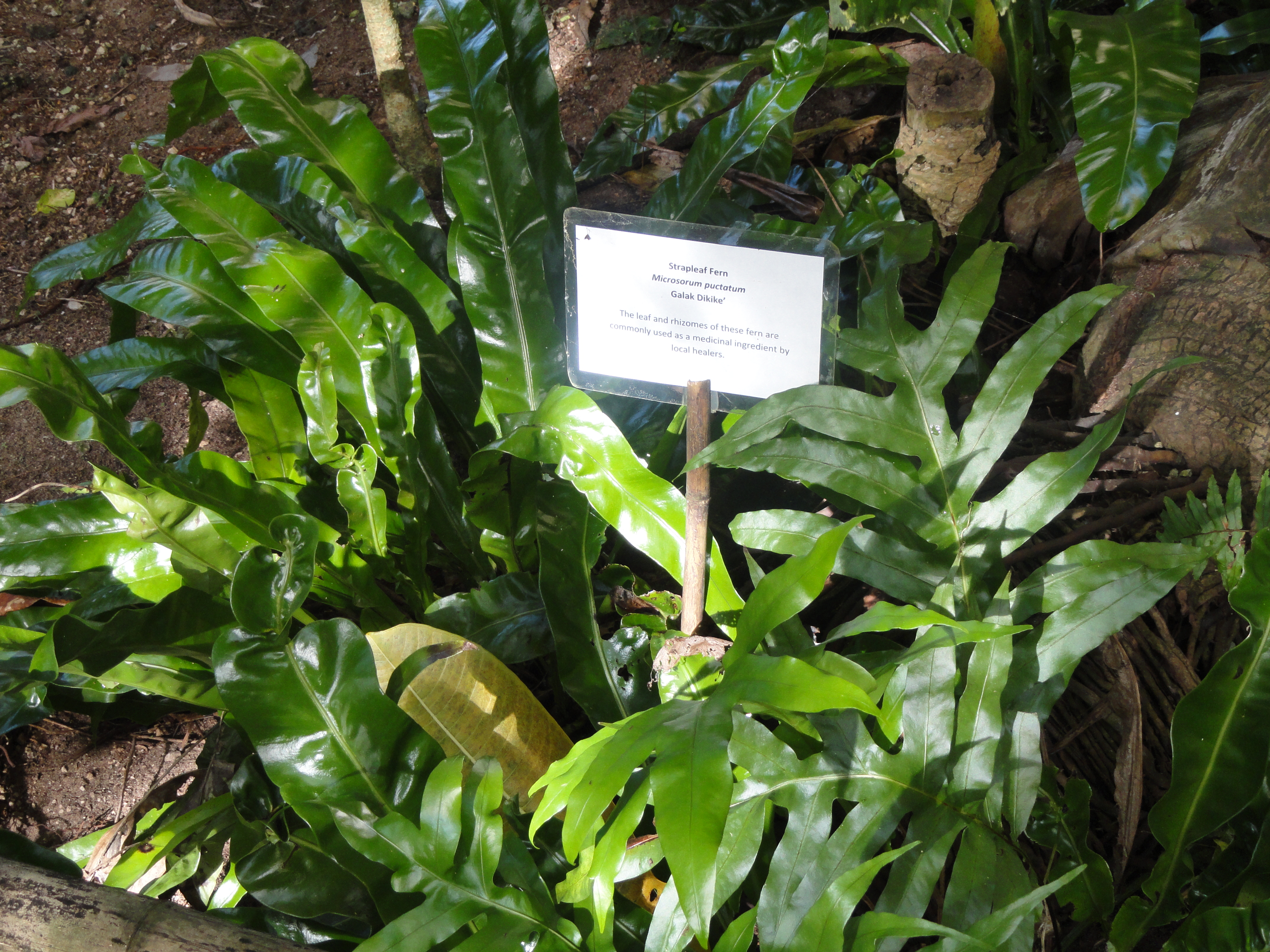